# Angola en los Juegos Olímpicos de Pekín 2008
Angola estuvo representada en los Juegos Olímpicos de Pekín 2008 por un total de  32 deportistas, 17 hombres y 15 mujeres, que compitieron en 6 deportes.
El portador de la bandera en la ceremonia de apertura fue el atleta João N'Tyamba. El equipo olímpico angoleño no obtuvo ninguna medalla en estos Juegos.